# Парульский, Рышард
Рышард Владислав Парульский (пол. Ryszard Władysław Parulski; 9 марта 1938, Варшава — 10 января 2017, Варшава) — польский фехтовальщик, серебряный призёр летних Олимпийских игр в Токио (1964).

## Спортивная карьера
Родился в семье военного. Представлял столичное спортивное общество Marymont Warszawa, тренировался у Владислава Добровольского. Владел всеми тремя видами фехтовального оружия. Считался самым универсальным фехтовальщиком за всю историю этого вида спорта в Польше. В 1959 г. выиграл юниорское первенство мира в сабле, позже сосредоточился на выступлениях с рапирой.

## Спортивные достижения
Серебряный призер летних Олимпийских игр в Токио (1964) в командной рапире, бронзовый призер Игр в Мехико (1968) в той же дисциплине.
Двукратный чемпион мира: в Турине (1961) в индивидуальной рапире, в Гданьске (1963) — в командной шпаге; трёхкратный серебряный призер — в Гданьске (1963) в индивидуальной и командной рапире, в Гаване (1969) — в командной рапире; четырёхкратный бронзовый призер — в Турине (1961), в Буэнос-Айресе (1962), в Москве (1966) и в Монреале (1967) — в командной рапире и бронзовый призер в Гаване (1969) — в индивидуальной рапире.
Четырёхкратный чемпион Польши в соревнованиях на рапире (1959, 1966, 1968—1969), серебряный призер (1964, 1965) в рапире и в сабле (1961 и 1963), бронзовый призер в рапире (1961). 11-кратный чемпион Польши в командной рапире (1958, 1961—1964, 1966—1968, 1970) и шпаге (1959, 1961), 7-кратный призер: в командной рапире (1959, 1960, 1971, 1972), шпаге (1961, 1962) и сабле (1963).
В 1963 г. был признан «Спортсменом года» в Польше.

## Дальнейшая карьера
В 1965 г. окончил юридический факультет Варшавского университета. Работал адвокатом, стал известен защитой граждан, пострадавших во время Военного положения (1981—1983).
С 1980 г. руководил секцией фехтования спортивного общества Marymont Warszawa. Основал фонд «Глория Виктис» (1986) для поддержки бывших спортсменов, первым президентом которого он являлся.
С 1990 по 1992 г. занимал пост вице-президента Олимпийского комитета Польши.
В 1997 г. неудачно баллотировался на место депутата Сейма в Варшавском районе в списке «Блока за Польшу».
Был награжден золотой медалью Международной федерации фехтования и орденом «За заслуги» Олимпийского комитета Польши.
Похоронен на кладбище Воинские Повонзки в Варшаве.

## Награды и звания
Кавалер командорского креста ордена Возрождения Польши (1997), посмертный кавалер Командорского крест со звездой ордена Возрождения Польши (2017).